# Werner Egk
Werner Egk (Auchsesheim (Beieren), 17 mei 1901 – Inning (am Ammersee), 10 juli 1983), geboren als Werner Joseph Mayer, was een Duitse componist en dirigent. 
In Donauwörth is sinds 1982 het museum Werner-Egk-Begegnungsstätte aan hem gewijd.

## Biografie
Hij studeerde compositie, dirigeren en theorie (1921) bij Carl Orff in München, sindsdien is zijn naam nauw verbonden aan die van Carl Orff, tevens werkte hij tegelijkertijd als toneelmeester, decorschilder en invaldirigent aan het theater in Schwabing. In 1922 begon hij een studie filosofie en muziekgeschiedenis, bij Adolf Sandberger aan de universiteit van München.
Hij trouwde in 1923 met de violiste Elisabeth Karl en noemde zich sindsdien Werner Egk. Van 1926 tot 1927 verbleef hij in Italië en werd nadat hij teruggekeerd was naar München, dirigent van een bioscooporkest. Tot zijn kennissenkring behoorden onder anderen Kurt Weill, Paul Hindemith, Alban Berg, Igor Stravinsky en Bertolt Brecht, die hij in Berlijn ontmoet had en met wie hij nauw contact onderhield.
In 1932 ging hij voor de Beierse radio werken en componeerde daartoe een zevental operawerken (radio-opera's), waaronder Columbus. Zijn doorbraak kwam in 1935 met de opera Die Zaubergeige, dat een van de populairste opera's in het toenmalige Duitsland werd. Peer Gynt, zijn volgende opera, gebaseerd op het werk van Ibsen (Berlijn, 1938), werd ook door de toenmalige machthebbers enthousiast onthaald. Pas begin jaren vijftig kwam hij met nieuwe opera's en werd hij bekend als de Komponist der Wiederaufbau.

## Werken

### Opera's
- Die Zaubergeige (1935)
- Peer Gynt (1938)
- Circe (1948)
- Irische Legende (1955)
- Der Revisor (1957)
- 17 Tage und 4 Minuten (1966)

### Balletten
- Joan van Zarissa (1939)
- Abraxas (1948)
- Ein Sommertag (1950)
- Die chinesische Nachtigall (1953)
- Danza (1960)

- Bibsys: 2062478
- Biblioteca Nacional de España: XX1557862
- Bibliothèque nationale de France: cb13926735k (data)
- Catàleg d'autoritats de noms i títols de Catalunya: 981058512546106706
- CiNii: DA07283548
- Gemeinsame Normdatei: 118529129
- International Standard Name Identifier: 0000 0000 8410 3736
- Library of Congress Control Number: n79068680
- Nationale Bibliotheek van Letland: 000098639
- MusicBrainz: 3495aac0-0a30-49b5-9f20-bf32704a23c7
- Nationale Bibliotheek van Tsjechië: ola2002146843
- Nationale bibliotheek van Australië: 35677157
- Nationale Bibliotheek van Israël: 987007594879605171
- Nationale Bibliotheek van Polen: a0000002788050
- Nederlandse Thesaurus van Auteursnamen: 074593358
- Réseau des bibliothèques de Suisse occidentale: 02-A000056477
- LIBRIS: 212139
- SNAC: w6v13tnh
- Système universitaire de documentation: 080007031
- Trove: 1038177
- Virtual International Authority File: 113068585
- WorldCat: E39PBJvXdQtPFq9t9DjmPWK8G3